# Gwintownik

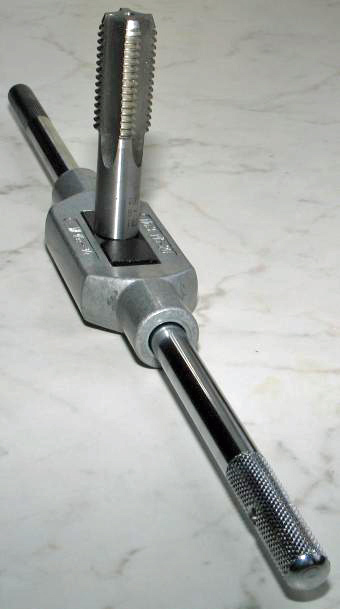
Gwintownik ręczny M20 w uchwycie

Gwintowniki maszynowe

Gwintownik – narzędzie skrawające wieloostrzowe (3 do 5), służące do nacinania gwintów wewnętrznych, np. nakrętek. Budową i kształtem podobny do śruby, z tą jednak różnicą, że jest wyposażony w  ostrza skrawające, które nacinają gwint w otworze, w który jest wkręcany.
Gwintownik składa się z części roboczej, skrawającej i uchwytu (nazywanego też oprawką). Część prowadząca końcówki skrawającej ma kształt lekko zbieżnego stożka, by zmniejszyć grubość wióra i tym samym naprężenia mogące złamać gwintownik w otworze. Wzdłuż części skrawającej nacięte są co najmniej dwa (liczba zależna od średnicy) rowki, tworzące ostrza i odprowadzające wióry. Przy średnicy powyżej 10 mm są to już cztery rowki, a powyżej 18 mm nawet pięć rowków.
Rozróżnia się:
- gwintowniki ręczne – gwintowanie odbywa się dwustopniowo (zdzierak i wykańczak) lub trzystopniowo (zdzierak, pośredni i wykańczak)
- gwintowniki maszynowe – końcówka skrawająca w kształcie wydłużonego stożka nacina gwint w jednym przebiegu narzędzia.

Gwintowniki produkowane są w wykonaniu do gwintów prawozwojnych i lewozwojnych. Pozwalają na wykonywanie gwintów metrycznych oraz calowych.

## Pokrętka
Urządzenie ręczne służące do gwintowania to tzw. pokrętka do gwintowników (PBPc). Pokrętki do gwintowników powinny spełniać wymogi polskiej normy PN-74/M-62611.

### Budowa
- materiał
  - korpus – odlew ze ZnAl (Zn+Al), ewentualnie stal
  - ramiona – stal konstrukcyjna
  - szczęki dociskowe – stal konstrukcyjna
- wykonanie – hartowane
- rękojeść od strony szczęki stałej – całkowicie wykręcana